# 将军崖岩画
34°32′10″N 119°07′47″E / 34.53611°N 119.12972°E
将军崖岩画位于中国江苏省连云港市海州区西南郊的锦屏镇锦屏山南麓，1988年被列为第三批全国重点文物保护单位。
将军崖岩画刻于南北长22米，东西宽15米的倾斜岩壁上，可分为三组，第一组主要为人面、农作物，第二组主要为星象、鸟兽纹，第三组主要为人面夹杂符号图案。考古学家推测这里是新石器时代人类的祭祀遗址，距今公历前约4000年左右。